# Persone di nome Agustín/Calciatori
| Questa pagina contiene informazioni ricavate automaticamente dalle voci biografiche con l'ausilio del template Bio e di un bot. L'aggiornamento è periodico e automatico e ricostruisce completamente la pagina. Se manca una persona in questa lista, sei pregato di non aggiungerla, ma accertati piuttosto che la sua voce biografica contenga il template Bio e che i dati anagrafici siano correttamente compilati. Se il template Bio manca, inseriscilo tu stesso o, in alternativa, metti l'avviso {{tmp\|Bio}} che ne segnala la mancanza. Se i dati riportati sono sbagliati, correggi direttamente la voce biografica; le modifiche saranno visibili in questa lista entro pochi giorni. Per chiarimenti vedi il progetto antroponimi. La lista contiene solo le 91 persone che sono citate nell'enciclopedia e per le quali è stato implementato correttamente il template Bio. Pagina aggiornata al 22 lug 2025. |

Questa è una lista di persone presenti nell'enciclopedia che hanno il nome Agustín e sono calciatori.

## A(12)
- Agustín Abadía, ex calciatore e allenatore di calcio spagnolo (Binéfar, n. 1962)
- Agustín Acosta, calciatore uruguaiano (Montevideo, n. 2001)
- Agustín Alaníz, calciatore uruguaiano (Montevideo, n. 2002)
- Agustín Alayes, ex calciatore argentino (La Plata, n. 1978)
- Agustín Albarracín, calciatore uruguaiano (Montevideo, n. 2005)
- Agustín Ale, calciatore uruguaiano (Las Piedras, n. 1995)
- Agustín Aleo, calciatore argentino (Godoy Cruz, n. 1998)
- Agustín Allione, calciatore argentino (Santa Fe, n. 1994)
- Agustín Almendra, calciatore argentino (San Francisco Solano, n. 2000)
- Agustín Alonso, calciatore argentino (Avellaneda, n. 2001)
- Agustín Aranzábal, ex calciatore spagnolo (San Sebastián, n. 1973)
- Agustín Auzmendi, calciatore argentino (Adolfo Gonzales Chaves, n. 1997)

## B(5)
- Agustín Balbuena, calciatore argentino (Santa Fe, n. 1945 - Buenos Aires, † 2021)
- Agustín Baldi, calciatore argentino (San Carlos de Bariloche, n. 2002)
- Agustín Barán, calciatore uruguaiano (Montevideo, n. 1995)
- Agustín Bolívar, calciatore argentino (Ensenada, n. 1996)
- Agustín Bouzat, calciatore argentino (Bahía Blanca, n. 1994)

## C(6)
- Agustín Camacho Bayo, ex calciatore spagnolo (Almeria, n. 1960)
- Agustín Cardozo, calciatore argentino (n. 1997)
- Agustín Cascio, calciatore argentino
- Agustín Cayetano, calciatore uruguaiano (Montevideo, n. 1999)
- Agustín Coscia, calciatore argentino (Rosario, n. 1997)
- Agustín Curruhinca, calciatore argentino (Viedma, n. 2000)

## D(6)
- Agustín Da Rocha, calciatore uruguaiano (Santa Lucía, n. 2002)
- Agustín Da Silveira, calciatore uruguaiano (Artigas, n. 2000)
- Agustín Dattola, calciatore argentino (Villa Luzuriaga, n. 1999)
- Agustín Delgado, ex calciatore ecuadoriano (Ambuquí, n. 1974)
- Agustín Doffo, calciatore argentino (Oliva, n. 1995)
- Agustín Díaz, calciatore argentino (Villa Carlos Paz, n. 1988)

## E(2)
- Agustín Eizaguirre, calciatore spagnolo (Zarautz, n. 1897 - San Sebastián, † 1961)
- Agustín Elduayen, ex calciatore spagnolo (San Sebastián, n. 1964)

## G(9)
- Agustín Gajate, ex calciatore spagnolo (Arrasate, n. 1958)
- Agustín García Íñiguez, ex calciatore spagnolo (Bonete, n. 1985)
- Agustín García Basso, calciatore argentino (Vedia, n. 1992)
- Agustín Gaínza, calciatore e allenatore di calcio spagnolo (Basauri, n. 1922 - Basauri, † 1995)
- Agustín Giay, calciatore argentino (San Carlos Centro, n. 2004)
- Agustín Gisasola, ex calciatore spagnolo (Eibar, n. 1952)
- Agustín González, calciatore uruguaiano (Montevideo, n. 1997)
- Agustín Guiffrey, calciatore argentino (n. 1997)
- Agustín Pagola Gómez, calciatore sovietico (Errenteria, n. 1922 - Mosca, † 1975)

## H(2)
- Agustín Hausch, calciatore argentino (Baradero, n. 2003)
- Agustín Herrera, ex calciatore messicano (Los Mochis, n. 1985)

## I(1)
- Agustín Irazoque, calciatore argentino (Córdoba, n. 1999)

## J(2)
- Agustín Jara, calciatore argentino (Corral de Bustos, n. 1992)
- Agustín Juárez, calciatore argentino (Junín, n. 2005)

## L(2)
- Agustín Ladstatter, calciatore argentino (Villa San Patricio, n. 2005)
- Agustín Lavezzi, calciatore argentino (Villa Gobernador Gálvez, n. 1996)

## M(11)
- Agustín Manzur, calciatore argentino (Mendoza, n. 2000)
- Agustín Marchesín, calciatore argentino (San Cayetano, n. 1988)
- Agustín Martegani, calciatore argentino (Rojas, n. 2000)
- Agustín Maziero, calciatore argentino (Luis Palacios, n. 1997)
- Agustín Miranda, calciatore uruguaiano (Montevideo, n. 1992)
- Agustín Miranda, ex calciatore paraguaiano (n. 1930)
- Agustín Morales, calciatore argentino (Jesús María, n. 1999)
- Agustín Moreira, calciatore uruguaiano (Canelones, n. 2001)
- Agustín Mulet, calciatore argentino (Lomas del Mirador, n. 2000)
- Agustín Módica, calciatore argentino (Villanova d'Albenga, n. 2003)
- Agustín Módula, calciatore argentino (Buenos Aires, n. 1993)

## N(2)
- Agustín Nadruz, calciatore uruguaiano (Montevideo, n. 1996)
- Agustín Navarro, calciatore uruguaiano (Montevideo, n. 1997)

## O(4)
- Agustín Obando, calciatore argentino (Monte Caseros, n. 2000)
- Agustín Olivera, calciatore uruguaiano (Montevideo, n. 1992)
- Agustín Oliveros, calciatore uruguaiano (Montevideo, n. 1998)
- Agustín Orión, ex calciatore argentino (Buenos Aires, n. 1981)

## P(3)
- Agustín Palavecino, calciatore argentino (Florida, n. 1996)
- Agustín Pelletieri, ex calciatore argentino (Buenos Aires, n. 1982)
- Agustín Pinheiro, calciatore uruguaiano (Montevideo, n. 2002)

## Q(1)
- Agustín Quiroga, calciatore argentino (Adolfo Gonzales Chaves, n. 2002)

## R(7)
- Agustín Rodríguez Piendibene, calciatore uruguaiano (Ciudad de la Costa, n. 2004)
- Agustín Rodríguez, ex calciatore spagnolo (Betanzos, n. 1959)
- Agustín Rodríguez, calciatore argentino (Lomas de Zamora, n. 2004)
- Agustín Rogel, calciatore uruguaiano (Montevideo, n. 1997)
- Agustín Romero, ex calciatore uruguaiano (Paso de los Toros, n. 1997)
- Agustín Rossi, calciatore argentino (Buenos Aires, n. 1995)
- Agustín Ruberto, calciatore argentino (Buenos Aires, n. 2006)

## S(10)
- Agustín Salvatierra, ex calciatore cileno (Santiago del Cile, n. 1970)
- Agustín Sancho, calciatore spagnolo (Benlloch, n. 1896 - Barcellona, † 1960)
- Agustín Sandona, calciatore argentino (Paraná, n. 1993)
- Agustín Santurio, calciatore uruguaiano (Montevideo, n. 2001)
- Bata, calciatore spagnolo (Barakaldo, n. 1908 - Valle de Trápaga-Trapagaran, † 1986)
- Agustín Silva, calciatore argentino (Bragado, n. 1989)
- Agustín Soria, calciatore uruguaiano (Montevideo, n. 2004)
- Agustín Sosa, calciatore argentino (Lomas de Zamora, n. 2000)
- Agustín Sufi, calciatore argentino (Monterrico, n. 1995)
- Agustín Sánchez, calciatore spagnolo (Santa Cruz de Tenerife, n. 1931 - Santa Cruz de Tenerife, † 2015)

## T(1)
- Agustín Torassa, calciatore argentino (Resistencia, n. 1988)

## U(1)
- Agustín Urzi, calciatore argentino (Lomas de Zamora, n. 2000)

## V(2)
- Agustín Vera, calciatore uruguaiano (Montevideo, n. 2004)
- Agustín Vuletich, calciatore argentino (Arias, n. 1991)

## Á(2)
- Agustín Álvarez Martínez, calciatore uruguaiano (San Bautista, n. 2001)
- Agustín Álvarez Wallace, calciatore uruguaiano (Montevideo, n. 2001)